# Modernacris carpentieri
Modernacris carpentieri is een rechtvleugelig insect uit de familie Pyrgomorphidae. De wetenschappelijke naam van deze soort is voor het eerst geldig gepubliceerd in 1949 door Willemse.